# Atlas Tyrolensis

Der Atlas Tyrolensis, Gesamtansicht

Der Atlas Tyrolensis ist die erste Karte des Landes Tirol, der eine geodätische Vermessung zugrunde liegt. Sie wurde in den Jahren 1760 bis etwa 1770 auf Initiative des Jesuitenpaters Ignaz Weinhart aufgenommen und gezeichnet. Die Autoren waren Peter Anich aus Oberperfuss und sein Schüler Blasius Hueber, die wegen ihrer bäuerlichen Herkunft und fehlenden formalen Bildung auch als „Bauernkartografen“ bezeichnet wurden.
1774 veröffentlichte Johann Ernst Mansfeld (1738–1796) die Arbeit in Form eines kunstvollen Kupferstichs. Sie zählt auf Grund ihres großen Maßstabs (1:104.000), ihrer Präzision und der Größe des dargestellten Gebiets zu den international bedeutendsten kartografischen Leistungen des 18. Jahrhunderts, und galt zu ihrer Zeit als bedeutendste angesehene und international bekannteste österreichische Karte. Bis heute ist sie eine wichtige Quelle für die Historische Geographie, die Glaziologie und die Ortsnamenforschung.

## Inhalt

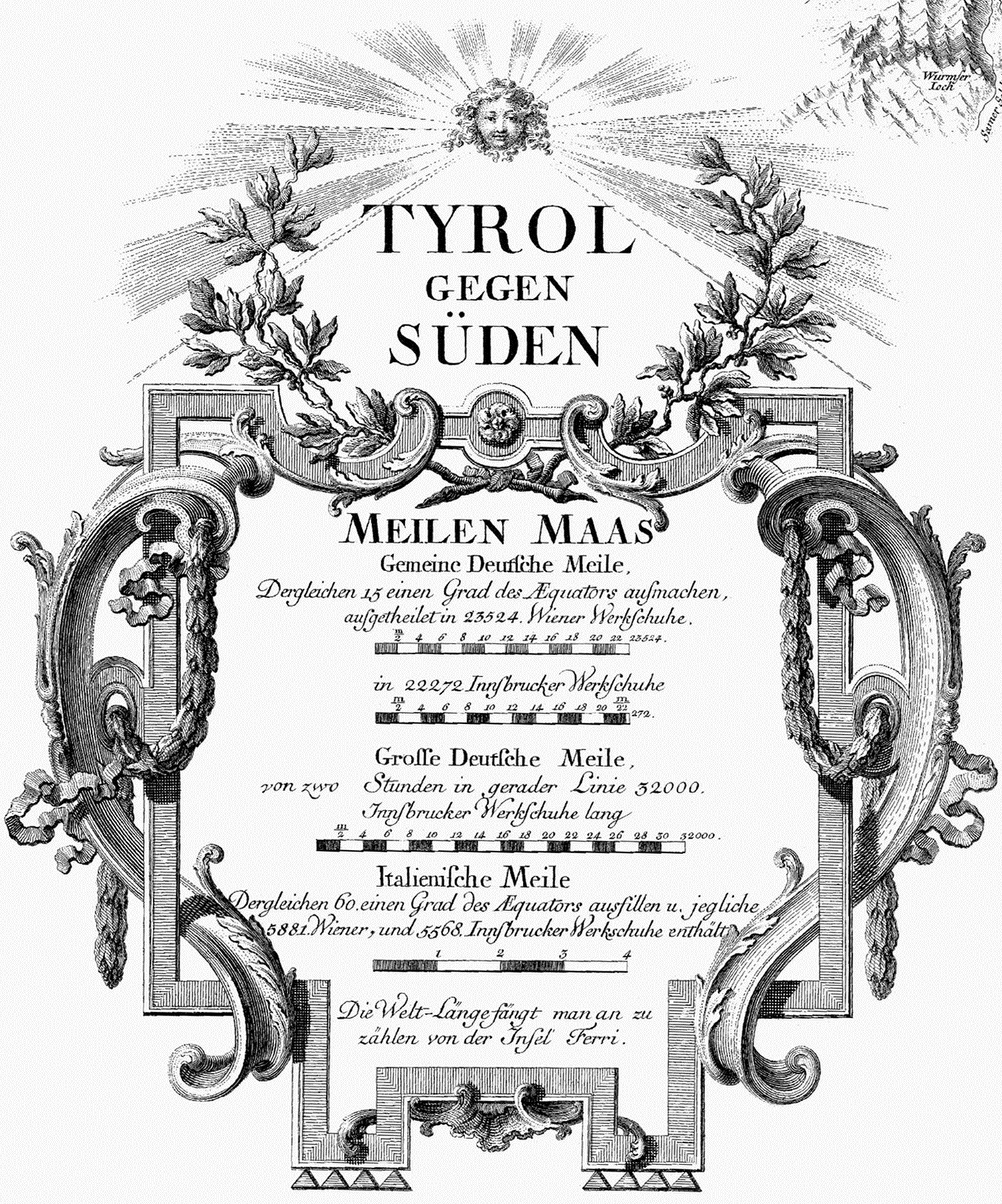
Maßstab

Der Atlas Tyrolensis umfasst mit der Grafschaft Tirol inklusive der formal damals noch unabhängigen Fürstbistümer Brixen und Trient ein Gebiet von 26.000 km², das in einem Maßstab von etwa 1:103.800 dargestellt wird. Die somit fast fünf Quadratmeter große Karte (217,5 × 226 cm) ist in 20 Blätter aufgeteilt. Weiters beinhaltet das Werk eine Übersichtskarte („Registerbogen“, Maßstab etwa 1:545.000) mit dem Blattschnitt sowie zwei Legenden zur Erläuterung der Signaturen. Mehrere in der Karte verwendete Symbole fehlen jedoch in der Legende. Der Atlas ist in zwei Teile gegliedert: Tirol gegen Norden deckt im Wesentlichen das heutige Nordtirol, Osttirol und das nördliche Südtirol ab, Tirol gegen Süden das südliche Südtirol sowie Welschtirol. Diese Teile gehen jedoch nahtlos ineinander über und stellen nur in Bezug auf ihre Entstehungsgeschichte getrennte Einheiten dar.
Die Karte ist mit reichhaltigem künstlerischem Schmuck ausgestattet, der vom Kupferstecher Johann Ernst Mansfeld stammt. Links oben ist der mit einem Tiroler Adler geschmückte Titel des Nordteils nebst einer Göttin und drei Putti mit Jagdbeute, Handelswaren und Bodenschätzen zu finden. Im Hintergrund symbolisiert eine schematische Darstellung der Martinswand bei Innsbruck die Landschaft Nordtirols. Rechts oben befindet sich eine Legende mit einem Maßstab in Gemeinen Deutschen Meilen.
In der rechten unteren Ecke ist auf einem Vexillum, das einen Obelisken mit dem Bildnis von Maria Theresia und einem Tiroler Adler krönt, folgender Langtitel dargestellt:
Tyrolis sub felici regimine Mariae Theresiae Rom. Imper. Aug. chorographice delineata a Petro Anich et Blasio Hueber Colonis oberperfussianis Curante Ignat. Weinhart Profess. Math. in Univers. Oenipontana. Aeri incisa á Ioa. Erneste Mansfeld Viennae 1774
(Tirol, unter der glücklichen Herrschaft der Römischen Kaiserin Maria Theresia, Augusta, chorographisch gezeichnet von Peter Anich und Blasius Hueber, Oberperfer Bauern, besorgt von Ignaz Weinhart, Professor der Mathematik der Universität Innsbruck. In Kupfer gestochen von Johann Ernst Mansfeld, Wien 1774)
Am Fuß des Obelisken symbolisieren Figuren mit verschiedenen Tieren und Produkten die wirtschaftlichen Schwerpunkte des Landes wie
Viehzucht, Weinbau, Gewerbe und Handel. Daneben sind Landschaftsteile des südlichen Tirol, darunter die Festung Kofel (Covolo di Butistone, heute in Venetien), zu sehen. Die Legende des Südteils ist links unten als steinerne Gedenktafel mit drei Flussgottheiten zu finden. Ihre Signaturen weichen leicht von der Legende des Nordteils ab, unter anderem da die Abkürzungen sich auf die italienische statt die deutsche Sprache beziehen (beispielsweise „M“ für Monte statt „B“ für Berg). Oberhalb der Legende sind der Schriftzug Tirol gegen Süden sowie ein Maßstab in verschiedenen Einheiten (Wiener Werkschuhe, Innsbrucker Werkschuhe, Große Deutsche Meile und Italienische Meile) angegeben.

## Kartografische Darstellung

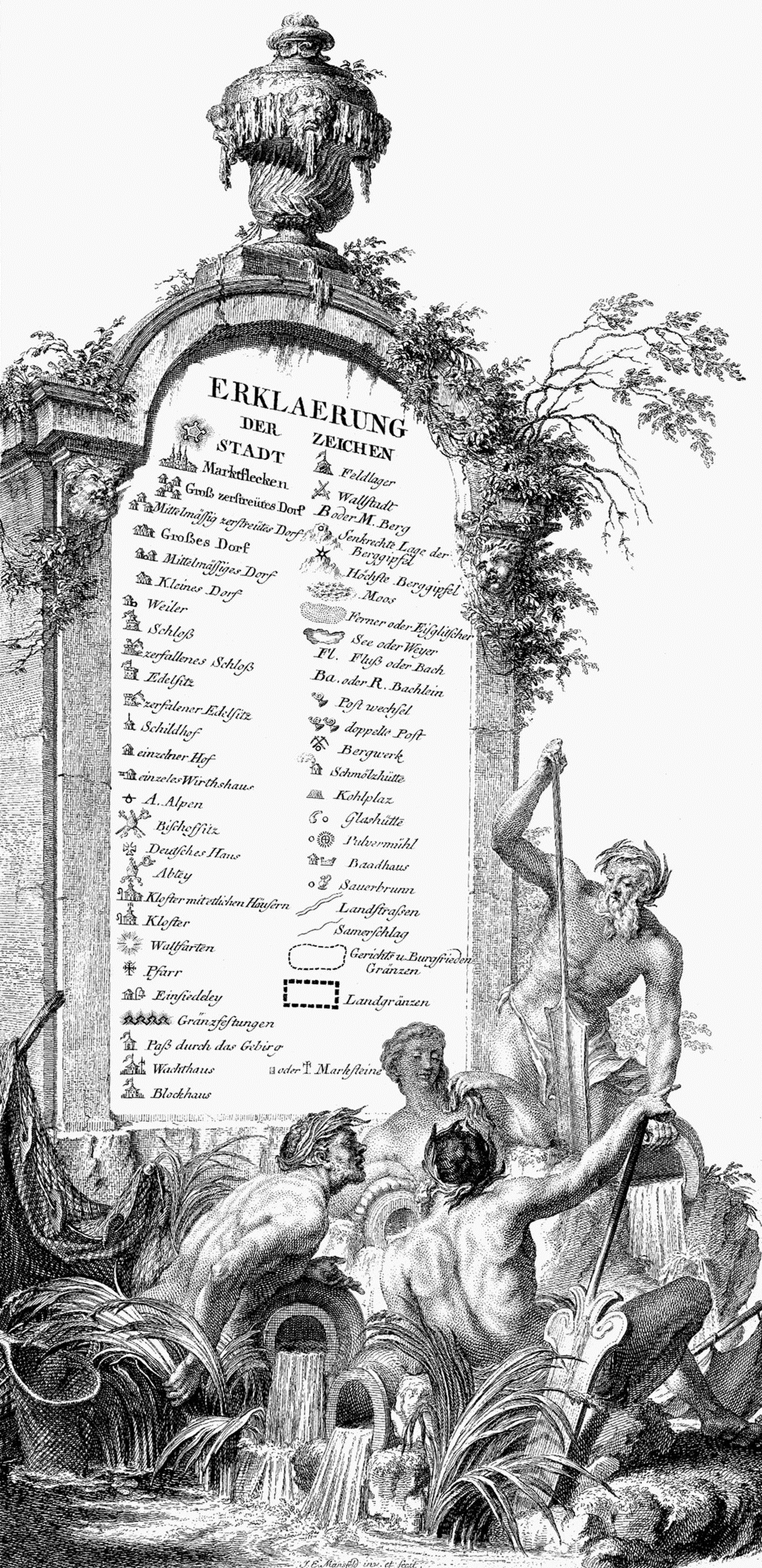
Die Legende des südlichen (Welschtiroler) Teils

Die Wiedergabe des Geländes erfolgt im Atlas Tyrolensis in der zu dieser Zeit üblichen Kavalierperspektive, einer Form des Schrägrisses, die die Aufrissebene nicht verzerrt. Der Betrachter erblickt die Landschaft somit senkrecht von oben, die einzelnen Objekte jedoch aus einem Winkel von etwa 45° von Süden. Zur besseren Konturierung wird eine Schummerung verwendet, wobei der Einfallswinkel des fiktiven Lichtes nicht einheitlich ist und zwischen Süd und West wechselt. Die über 50 verwendeten Signaturen orientieren sich im Wesentlichen an der Karte des Königreiches Böhmen von Johann Christoph Müller (1720).
Flüsse und Seen sind im Atlas Tyrolensis relativ exakt, Wälder hingegen eher ungenau abgebildet, sodass der Wert für Erkenntnisse über die damalige Ausbreitung des Waldes unterschiedlich bewertet wird. Die Lage der etwa 570 namentlich verzeichneten Bergspitzen ist genau mit Ringen gekennzeichnet, die Geländeformen sind jedoch nur relativ schematisch dargestellt. Dennoch ist die Darstellung der talfernen, vergletscherten Gebirgsregionen, die vor dem Zeitalter des Alpinismus kaum von Interesse waren, für die damalige Zeit sehr genau. Noch wesentlich akribischer sind die etwa 1000 Almen, weltweit erstmals mit einer eigenen Signatur, verzeichnet. Sie waren für Anich und Hueber, selbst Bauern, von größerer Bedeutung. Siedlungen werden nach Größe und Rechtsstatus (Stadt, Markt, Dorf) differenziert, auch einzelne Höfe und Wirtshäuser sind vermerkt.
Besonderes Augenmerk fällt Adelssitzen und kirchlichen Einrichtungen zu. Sie werden sehr differenziert verzeichnet, selbst kleine Kapellen und bereits komplett verfallene Burgruinen sind erfasst, zuweilen sind dabei jedoch auch nicht existente, nur in Volkssagen überlieferte Burgen eingetragen. An den Verkehrswegen, die als befahrbare Straßen oder nicht befahrbare „Samerschläge“ und Saumwege dargestellt werden, sowie an den Eintragungen von bergbaulichen Anlagen, Poststationen, Pulvermühlen, Heilquellen, Weingärten und Kohlplätzen ist ein Fokus auf wirtschaftliche Aspekte erkennbar, gegenüber denen militärisch relevante Informationen im Hintergrund stehen. Dennoch sind einige militärische Details, etwa Befestigungen, verzeichnet, was in der damaligen von militärischer Geheimhaltung geprägten Kartografie eher ungewöhnlich ist. Auch historische Kampfplätze sind mit eigenen Signaturen eingetragen.

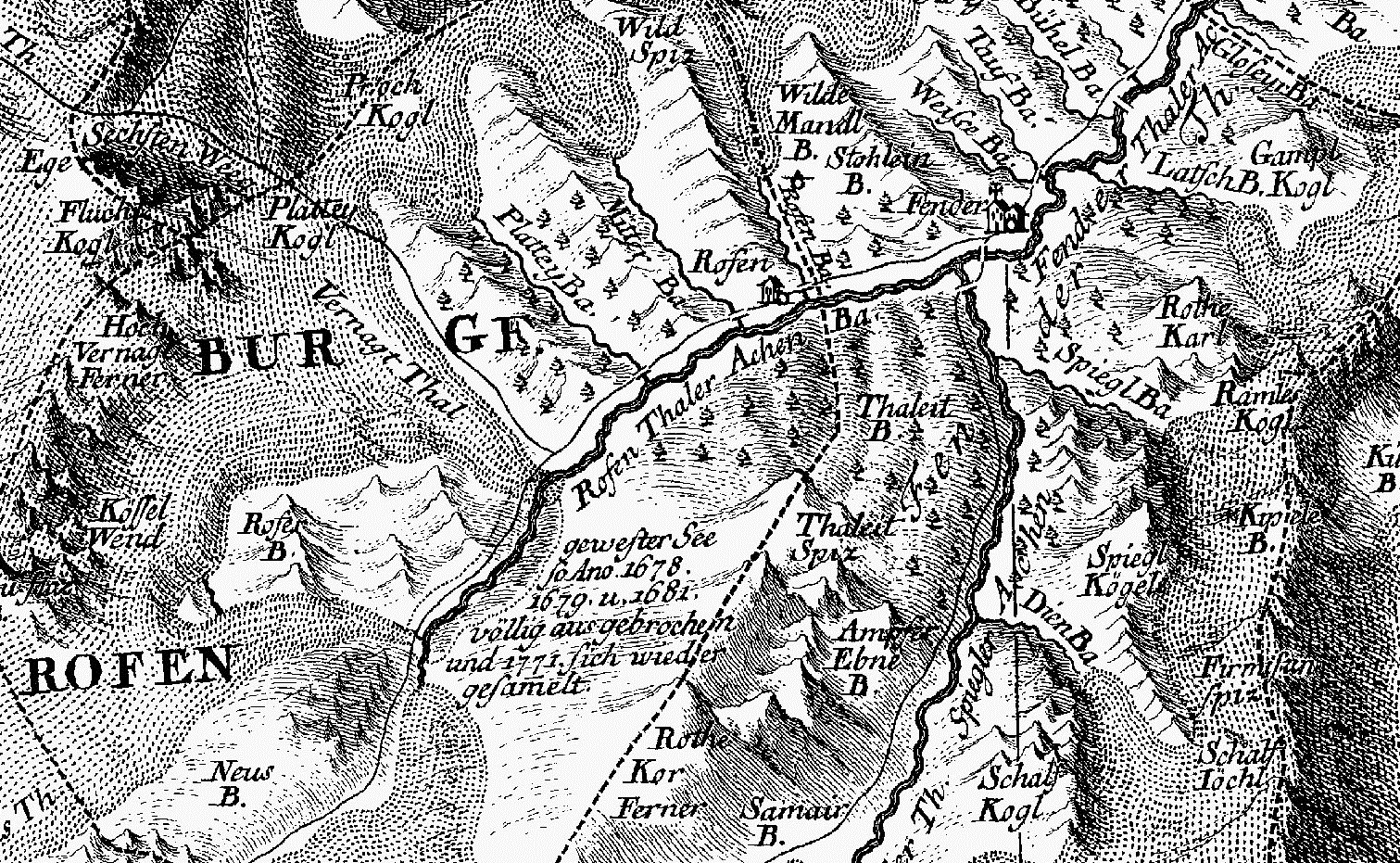
Die Ötztaler Alpen um Rofen und die Wildspitze mit besonders genauer Darstellung der gepunktet eingezeichneten Gletscher, auch der Rofener Eissee („gewester See“) ist mit Entstehungs- und Ausbruchsjahreszahlen eingetragen

Der Verlauf der Grenzen Tirols wird im Atlas Tyrolensis in bis dahin nicht gekannter Genauigkeit ersichtlich, darüber hinaus sind auch Grenzen von Gerichtsbezirken sowie von Justiz- und Verwaltungsbehörden verzeichnet. Die Grenzen Tirols sind hierbei jedoch tendenziös dargestellt und bilden weniger die politische Realität als die Machtansprüche der Auftraggeber ab. So sind etwa die geistlichen Fürstentümer Brixen und Trient, die zwar unter Tiroler Verwaltung standen, aber erst 1803 offiziell Teil Tirols wurden, ohne jede Abgrenzung zur Grafschaft Tirol dargestellt. Zu Salzburg gehörige Gerichtsbezirke werden nicht oder nur undeutlich (durch eine ansonsten für umstrittene und nicht anerkannte Grenzen verwendete Signatur) gekennzeichnet.
Die Karte ist ausführlich beschriftet, viele der verzeichneten geografischen Namen sind hier erstmals verzeichnet. Darüber hinaus sind zusätzliche Bemerkungen zu finden, so etwa die Jahreszahl von Bergstürzen oder der Zusatz „Ortles Spiz der Höchste im ganzen Tyrol“ beim Ortler.

## Entstehungsgeschichte

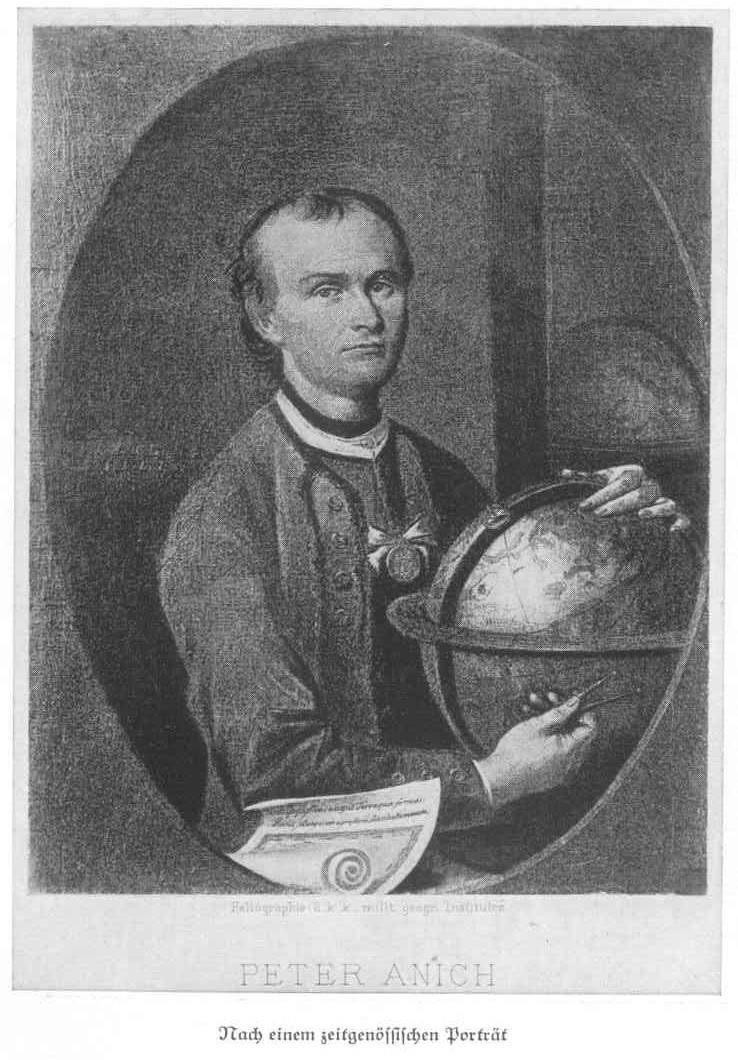
Peter Anich, zeitgenössisches Porträt

### Ausgangssituation
Vor Peter Anich war das Gebiet Tirols nicht flächendeckend kartiert. Die vorher bestehenden Landeskarten wie die von Wolfgang Lazius (1561), Warmund Ygl (1605) und Matthias Burgklehner (1611) wiesen zwischen den Tälern große Lücken auf.
In den 1750er Jahren war der Beamte Joseph von Sperges mit der Aufnahme einer Karte des „südlichen Tirols“ im Maßstab 1:121.000 betraut, die er wegen seiner Abberufung nach Wien nicht vollenden konnte. Auf Empfehlung des Jesuitenpaters Ignaz Weinhart beauftragte Sperges in den Jahren bis 1759 dessen Schüler Peter Anich mit der Fortführung des Werkes, das schließlich 1762 veröffentlicht wurde.

### Aufnahme und Zeichnung
1760 vermittelte Ignaz Weinhart Anich den staatlichen Auftrag zur Aufnahme und Kartierung des „nördlichen Tirols“ als Ergänzung der Spergesschen Karte. In den Jahren 1760 bis 1763 vermaß Anich mit seinen Gehilfen das Land völlig neu ohne Verwendung vorbestehender Karten. Hierbei wandte er gegenüber den Vorläufern wie Sperges deutlich verbesserte Triangulationsmethoden an, indem er im Gegensatz zum bis dahin angewandten Messtischverfahren im Gelände nur die Winkel vermaß und erst zu Hause zeichnete. Die Ungenauigkeit der Lagebestimmungen Anichs beträgt dabei maximal einen Kilometer, ist in Kartenmitte jedoch zumeist wesentlich kleiner. Nur an den Rändern außerhalb Tirols, die nicht vermessen wurden, treten größere Ungenauigkeiten auf. Obwohl der Atlas Tyrolensis keine Höhenangaben enthält, scheint Anich auch trigonometrische Höhenmessungen durchgeführt zu haben.

Der „Registerbogen“ im Maßstab 1:545.000 wurde erst ab 1771 erstellt

Anich arbeitete unter schlechter Bezahlung zum Teil mit selbst gebauten Instrumenten (etwa einem selbstgebauten Astrolabium) in hohem Tempo, mit großem körperlichem Einsatz und unter schwierigen äußeren Bedingungen. So bestieg er hohe Berge und arbeitete auch bei schlechten Witterungsverhältnissen. Sein Vorgänger Sperges hatte mit Vorbehalten zu kämpfen und war sogar körperlichen Angriffen ausgesetzt, weil das Volk der Regierung misstraute. Anich hatte aufgrund seiner bäuerlichen Herkunft kaum ein solches Akzeptanzproblem. Sein einfaches Auftreten und die bäuerliche Kleidung erleichterten ihm den Zugang zu den einfachen Menschen, was dem Atlas Tyrolensis zu seiner Fülle an bislang undokumentierten Flur- und Ortsnamen verhalf.
Ein Zeitverlust von zwei Jahren kam zustande, als die Wiener Regierung Anich dazu zwang, den geplanten Maßstab von 1:103.000 aufzugeben und die Karte auf den von Sperges verwendeten Maßstab von 1:121.000 umzuzeichnen. Zudem sollte er eine Darstellung für Gesamttirol auf neun Blättern im Maßstab 1:138.000 anfertigen. Nur drei Blätter, die 1764/1765 in Kupfer gestochen, aber nicht publiziert wurden, konnten vollendet werden. 1764 wurde Anich auch die abermalige Aufnahme des „südlichen Tirols“, also im Wesentlichen des heutigen Trentino, übertragen. In diesem Jahr begann er auch seinen Schüler Blasius Hueber anzulernen, der schon bald allein die Arbeit des mittlerweile schwer erkrankten Anich übernahm und nach dessen Tod 1766 die Aufnahme fortführte. Die Vermessung dauerte bis Juli 1769, nach wenigen Monaten der Zeichnung und Korrektur war die Karte 1770 in Form von 16 mit Sepia und Tusche gezeichneten, auf Leinwand geklebten Blättern mit einer Gesamtgröße von 145 × 225 cm fertiggestellt. Sie ist bis heute hinter Glas eingerahmt im Tiroler Landesarchiv erhalten.
1768 wurde Johann Ernst Mansfeld in Wien mit der Ausführung der von Hueber vollendeten Karte als Kupferstich beauftragt.
Die Arbeit an der endgültigen Fassung kam mehrmals ins Stocken und deren Vollendung bedurfte neben fortwährender Korrekturen durch Hueber auch mehrerer Interventionen durch Ignaz Weinhart. Da die Blätter zur Korrektur (insbesondere von Grenzverläufen) mehrfach zwischen Wien und Innsbruck hin- und hergeschickt werden mussten, nahmen diese Arbeiten mehrere Jahre in Anspruch. Dies gilt auch für den Registerbogen, an dem ab 1771 auf Vorschlag Weinharts gearbeitet wurde. Auf Weinharts Vorschlag zurück geht auch der Titel „Atlas“, der hier erstmals für eine einheitlich konzipierte und in gleich große Blätter unterteilte Karte verwendet wurde. Weinharts Vorschlag, der Karte auch ein alphabetisches Ortsnamensregister beizufügen, wurde von der Wiener Regierung jedoch abgelehnt. Bis etwa 1772/1773 war der Stich vollendet.

### Ausgaben und Wirkungsgeschichte

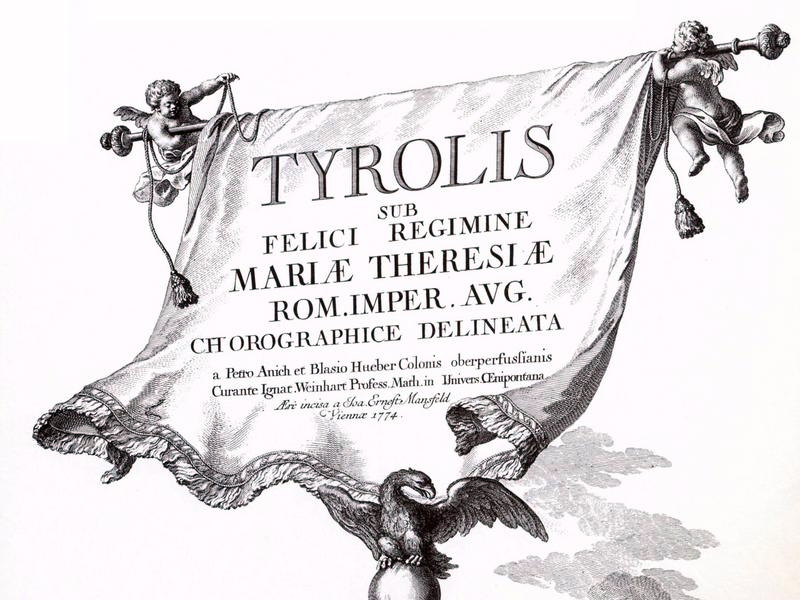
Der Gesamttitel des Atlas im Stich von Johann Ernst Mansfeld

1774 wurde der Atlas schließlich in Form von 20 Blättern und einem Registerbogen veröffentlicht. Die künstlerische Ausgestaltung durch Weinhart mit den zahlreichen allegorischen Darstellungen steht in der Tradition der bis dahin bekannten Tirolkarten sowie weiterer großer Kartenwerke der damaligen Zeit wie der Böhmenkarte des Johann Christoph Müller. Sie ist somit als nicht besonders originell einzustufen, gilt aber dennoch als eine der künstlerisch schönsten Kartengestaltungen des 18. Jahrhunderts. Die erste Auflage von 1000 Stück war schnell vergriffen, es kam in den nächsten Jahren zu zahlreichen Nachdrucken, meist in Form der 20 Einzelblätter zu je etwa 73 × 53 cm. Aber auch als große Wandkarte aufgezogen wurde der Atlas benutzt. Trotz seiner hervorragenden Qualität konnte sich der Atlas Tyrolensis aber nicht gleich international als Standardwerk durchsetzten, lange Zeit waren weiterhin noch Bearbeitungen älterer Karten in Verwendung.
1800/01 brachte der französische Generalstab auf Basis des Atlas Tyrolensis eine Tirolkarte heraus. Die Franzosen verwendeten den Atlas, für militärische Zwecke angepasst, auch in den Kämpfen von 1809. Bei der Vermessung der Habsburgischen Erblande im Zuge der Josephinischen Landesaufnahme blieb Tirol wegen der guten Qualität des Atlas Tyrolensis ausgespart, eine Neuvermessung erschien lange Zeit unnötig. Erst die 1823 erschienene Spezialkarte von Tirol, Vorarlberg und Liechtenstein, die auf den Ergebnissen der Franziszeischen Landesaufnahme beruhte, löste den Atlas Tyrolensis als modernste Karte Tirols ab.
Der Atlas selbst wurde mehrfach neu aufgelegt, darunter in einer Jubiläumsausgabe 1974 und der ersten vollständigen „Volksausgabe“ im Originalmaßstab 1986.
Die historische Bedeutung des Atlas Tyrolensis liegt neben seinem ungewöhnlich großen Maßstab und der Größe des einheitlich dargestellten Gebietes vor allem in den neuartigen exakten Aufnahmemethoden und der präzisen Zeichnung, die das Werk zu einer der international bedeutendsten kartografischen Errungenschaften des 18. Jahrhunderts machen. Für das Gebiet von Tirol war es überhaupt die erste Karte auf der Grundlage geodätischer Messungen. So wurde er vom Gletscherforscher und Alpinisten Eduard Richter als „eigentlicher Anfang der Landesaufnahme in den Ostalpen“ bezeichnet. Darüber hinaus dient das Werk bis heute als genaue Quelle für historisch-geografische Forschungen. Die erstmals durch eine richtige Signatur dargestellten und für die damalige Zeit ungewöhnlich genau verzeichneten Gletscher ermöglichen zumindest in einigen Gebieten ein recht genaues Ablesen der Gletscherstände zur Zeit der Aufnahme. Der Atlas stellt damit das vom glaziologischen Standpunkt bedeutendste Kartenwerk vor 1800 dar. Auch für die Ortsnamenforschung sowie für die Erforschung wirtschaftlicher und infrastruktureller Gegebenheiten des damaligen Tirol gilt der Atlas Tyrolensis bis heute als bedeutende Quelle.

## Der Atlas Tyrolensis in hoher Auflösung

Nordwest
Nordost
Südwest
Südost